# Reação de Ritter
A reação de Ritter é uma reação química que transforma uma nitrila em uma N-alquil amida usando vários reagentes alquilantes, por exemplo, um ácido forte e isobutileno.
Nesta reação um álcool é convertido, por um ácido forte,a um carbocátion,que é atacado pelo nitrogênio nucleofílico.Portanto,somente álcoois que formam carbocátions estáveis reagem.Isto é,álcoois secundários, tertiários e benzílicos, assim como acetato de tert-butila, também reagem com sucesso com nitrilas na presença de ácidos fortes e formam amidas via a reação de Ritter.

## Mecanismo de reação
A reação de Ritter procede pela adição eletrofílica, quer do íon carbenium 2  ou espécies covalentes à nitrila. O íon nitrilium resultante 3 é hidrolisado por água à amida 5 desejada.